# Сретенье (в славянской традиции)
Сре́тенье — день народного календаря у славян, приходящийся на 2 (15) февраля. В христианском календаре знаменует Сретение (встречу) Иисуса Христа в Иерусалимском храме с праведным Симеоном и Анной пророчицей. В народном календаре, благодаря этимологическому обыгрыванию названия, день считался сезонной границей: у восточных и западных славян обычно отмечалась середина зимы или первая встреча весны, у южных славян — граница зимы и весны. В частности, по представлению гуцулов, поляков, сербов и болгар на Сретенье медведь выходит из берлоги, чтобы взглянуть на солнце и наблюдать за своей тенью. Во многих регионах Польши Сретенье связывалось с окончанием разгула волков. У славян-католиков и униатов праздник называется Громницы, поскольку в этот день в костёлах совершался чин освящения восковых свечей, считавшихся оберегом на случай грозы.

## Другие названия праздника
рус. Стретенье, Сустретьев день, Стретенские морозы, Стретенские оттепели, Зимобор, Пресвятая Мария Громница, Сретенье Богородицы; бел. Грамніцы, Грамнічнік, Стрэчанне, Устрэціньне; полес. Вшестье; болг. Зимна Богородица, Миши празник; серб. Сретен и Обретен, Средозимци; хорв. Svitlomarinje, Svecna Marije, Svijećnica; словен. Svečnica; пол. Gromnice, święto Matki Bożej Gromnicznej, święto Ofiarowania Pańskiego, Matka Boska Niedźwiedzia; словац. Obetovanie Pána; чеш. Hromnice, Svátek sviček; в.-луж. swěčkowa Marija.

## Русские обряды
В некоторых местах Вологодской губернии крестьяне обходили свои дома с иконой Сретения Господня или Спаса. При внесении иконы в дом после обхода вся семья, преклонясь на коленях, произносила: «Господи Боже наш, войди к нам и благослови нас». В северо-западных губерниях, также как и в Беларуси, существовал обычай носить в Сретенье в церковь свечи для освещения.
Для получения исцеления от эпилепсии и других психических заболеваний, чтобы оберечься от самоубийства молились перед иконой Божией Матери «Умягчение злых сердец».
В Красненском районе Белгородской области гуляли по улице и пели песни «Молодка», «Деревня» и другие.
В Воронежской области в ночь на Сретенье в 12 часов ходили к трём колодцам набирать воду. Эта вода считалась целебной. Ею брызгали больных родственников и скотину, купали и поили детей. «Вода, освящённая на Сретенье, признаётся равносильною крещенской, потому что это — день встречи зимы с летом»[страница не указана 3255 дней].
Дети вечером перед сумерками где-нибудь на пригорке первый раз негромко заклинают солнышко: «Солнышко-вёдрышко, выгляни, красное, из-за гор-горы! Выгляни, солнышко, до вешней поры! Видело ль ты, вёдрышко, красную весну? Встретило ли, красное, ты свою сестру? Видело ли, солнышко, старую ягу, Бабу ли ягу — ведьму зиму?». Если заклинаемое «солнышко-вёдрышко» и в самом деле выглянет перед закатом, значит, прошли последние морозы, а если нет — ожидай ещё «власьевских» морозов.
Среди русских на Сретенье был распространён символический обряд продажи ребёнка: кому-нибудь из посторонних, преимущественно старухе, передавали через окно ребёнка, за которого она уплачивала какие-то деньги. Возвращая ребёнка родителям, она говорила: «Живи на моё счастье». На деньги, заплаченные за ребёнка, покупали свечи. Считалось, что пламя этих свечей зажигает огонь жизни. Так ребёнка «привязывают» к жизни.
В ночь со Сретения на Починки опасались домового. Во многих местностях существовало поверье, что в эту ночь домовой может «заездить коня». Также распространено было поверье о том, что нельзя ездить в дальний путь на Сретение: могут приключиться по дороге всякие напасти.
В приметах Сретенье считалось пограничной датой между зимой и весной: например, «На Сретение зима с летом встретилась». Если в этот день петух напьётся воды, то весна будет ранняя и тёплая. Кроме того, с праздником были связаны приметы о грядущих весне и урожае: «На Сретенье снежок, весною дожжок», «Какова погода на Сретение, такова будет и весна», «На Сретение капель — урожай пшеницы», «На Сретение утром снег — урожай ранних хлебов; если в полдень — средних; если к вечеру — поздних» и так далее. Кроме того, поздние зимние морозы и первые весенние оттепели назывались сретенскими.

## Белорусские обряды

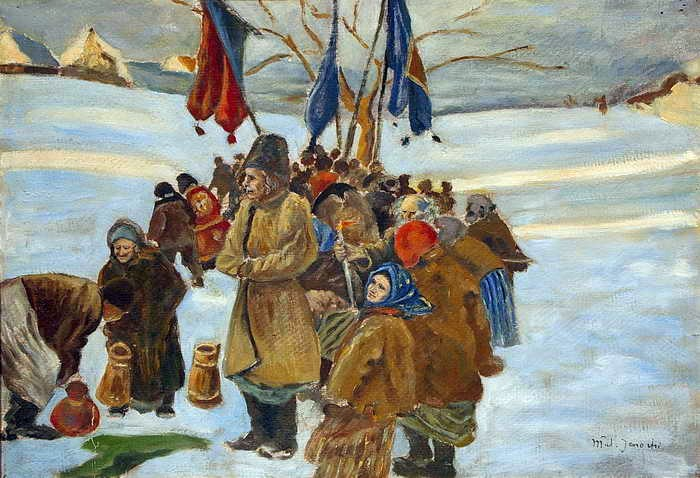
Водосвятие на Громницы. Первая половина XX в.

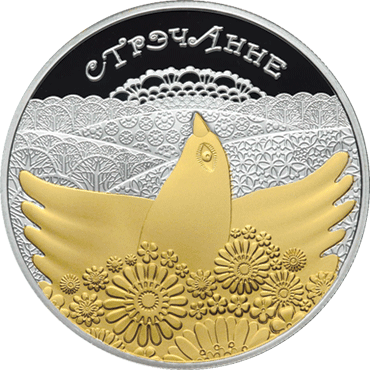
«Стреченье». Белорусская монета, реверс

Народное поверье гласит: на Стретенье зима с весною встречается — какова эта встреча, такова и весна. Рассуждали так: если в этот день оттепель, то весна будет ранняя и теплая; холода держатся — весна выпадет холодная; посыплет снег — к затяжной и дождливой весне. Вот несколько белорусских поговорок: «Громни́цы — скидай рукави́цы», «На громни́цы напьётся петух води́цы», «Громни́цы — половина зими́цы».
По утверждению В. А. Василевича, праздник сохранился с языческих времен и, скорее всего, был посвящён Громовнику, посылавшему на землю по весне животворные первые дожди.
Как перед большими праздниками, местами белорусы отмечали «Сретенские Деды» (бел. Стрэчаньскія Дзяды) — поминали своих предков. Смоленские белорусы в тот день недели, в который был этот праздник, в течение всего года не снуют основ, чтобы не встретиться с волками.
К этому дню белорусские крестьяне готовили большие восковые свечи, которые называли громницами. У кого были пчёлы — делал из своего воска. Остальные воск покупали и «сучили» свечи длиной в 10 вершков (полметра). В Громницы их носили в церковь для освящения. Считается, что обычай этот утвердился в Белоруссии во времена унии. Униатская же церковь переняла его от польских католиков. Иезуит Ленцкий в Катехизисе, который издала Виленская иезуитская академия в 1768 году, пишет: «Эти свечи громят силу бесовскую, дабы не вредила громами и молнией, проливными дождями и градом, легко низводимыми, по допущению Божию, чародеями или волшебницами; и потому верующие во время грозы зажигают сии свечи, дабы испытать плода молитвы; дают также умирающим в руки громницу — для поражения и отогнания сатаны, князя тьмы». Этот обряд в Римской Церкви утвердился при папе Римском Сергии и был установлен для противодействия языческому празднеству, которое под именем Фебруалий совершалось в первых числах февраля в честь Фебра, Прозерпины и всех богов подземного царства и сопровождалось возжжением факелов.
Над лавкой в церкви, где лежали свечи, читалось пять специальных молитв по чину униатского требника, троекратно взмахивал над ними священник кадилом, кропил святой водой, троекратно же осенял крестом, после чего вручал свечи их хозяевам, которые зажигали их с возгласом священника «Благословенно царство!» и гасили по окончании литургического Евангелия, пряча обычно за пазуху. Если свечи, горя, трещали, летом можно было ждать гроз.
В Виленской губернии крестообразно слегка поджигали волосы на голове сретенской свечой — «на счастье и здравие»[страница не указана 3255 дней].
В это день совершалось малое водосвятие. В народе особенно ценилась иорданская, крещенская и сретенская освещённые воды.
На территории современных Брестской, Минской и Гомельской областей в этот день зафиксирован обычай первой встречи весны песнями-веснянками, правда не такими громкими и массовыми, как на Благовещенье и Великдень.

## Украинские обряды

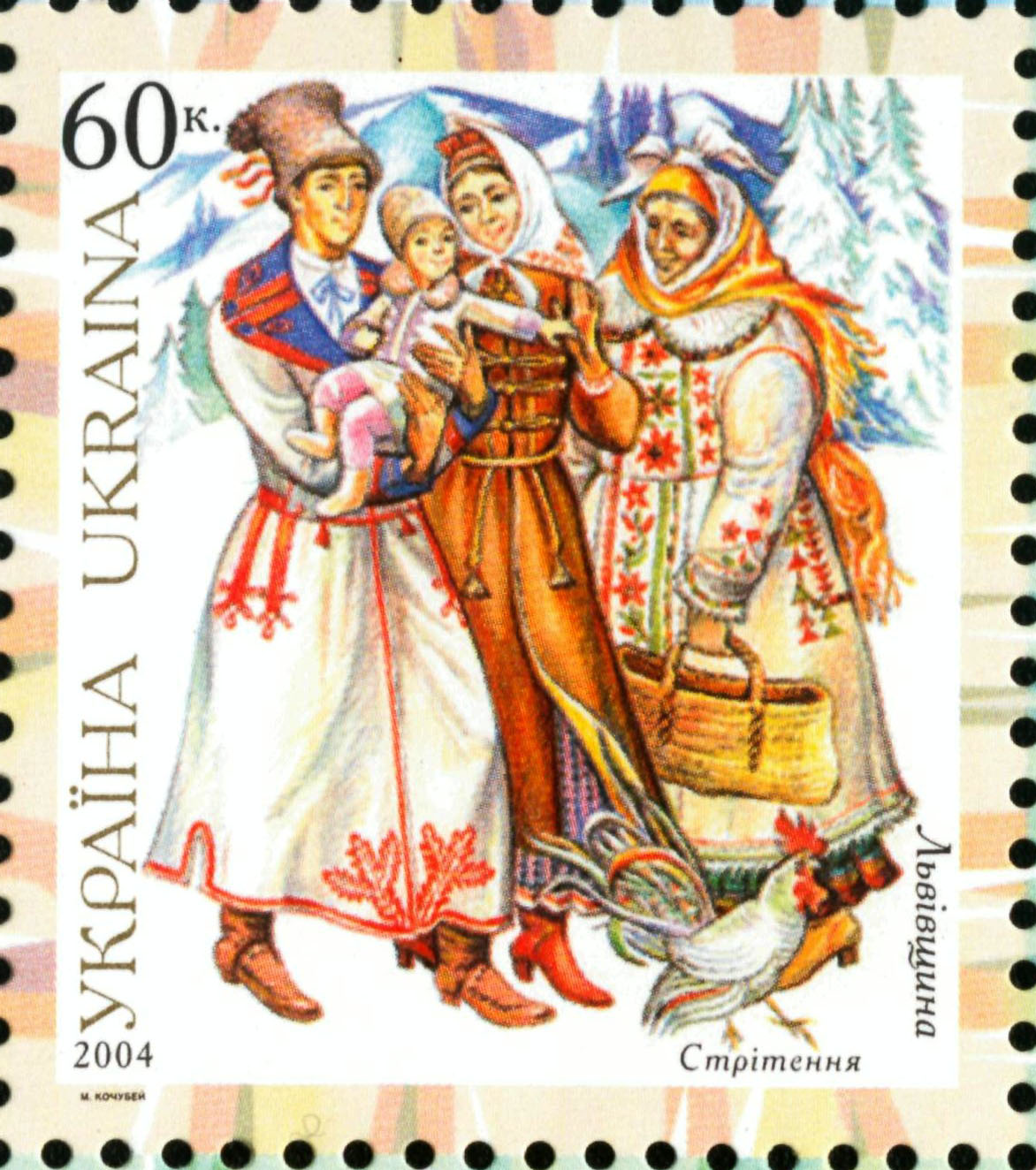
Почтовая марка Украины. «Сретенье» на Львовщине.

Украинцы и в некоторых местах русские на праздник Сретения освящали воду в церквях. Освящённая сретенская вода считается лечебным средством против разного рода болезней, особенно так называемого «присрета» (т. н. сглаз).

## Чешские обряды
Праздник Громнице (чеш. hromnice) у чехов и словаков связан с традицией святить в церкви свечи (чеш. и словац. hromnicky). День этот называется и праздником свечей (чеш. svátek sviček).
Чехи в этот день ожидали первый гром, и если слышали его, то опускались на колени и целовали землю. Почти везде было запрещено шить, так как кончик иглы может навлечь молнию на дом. Пчеловоды обходили со свечами ульи, чтобы зимовка закончилась успешно.
Во многих местах существовал запрет на танцы, считали, кто будет танцевать — тот умрёт в течение года.
Кроме того, известна фраза «на Громницы час прибавился» (чеш. na Hromnice o hodinu více). Судили о погоде, если в этот день ясное небо и виден заход солнца — зима продлится ещё долго, но богаче будет урожай в этом году. По чешским поверьям: «На громницы должен жаворонок пискнуть, даже если должен будет замёрзнуть» (чеш. Na hromnice musi skrivan vrznout, i kdyby mel zmrznout) (эта примета о жаворонке была известна и у поляков). Кроме того, у чехов с этим праздником были связаны и другие приметы о животных: так, если на Громницы барсук вылезает из норы, то через месяц (четыре недели) он вернётся обратно (чеш. Vyjde-li jezevec o Hromnicích z díry, za čtyři neděle zpátky zas pílí, чеш. Leze-li o Hromnicích jezevec z jámy, poleze za měsíc jistě do jámy); а медведь, если на Громницы приходится тёплая погода, строит себе жилище, если же погода холодная, то медведь разрушает его (чеш. O Hromnicích teplo – medvěd staví boudu, o Hromnicích mrzne – medvěd bourá boudu).
С Громниц иногда начинаются карнавалы и праздничные гулянья — время радости и изобилия в еде, продолжающееся до Пепельной среды (Великого поста).

## Польские обряды

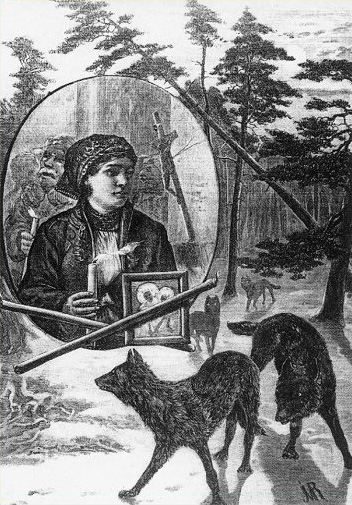
Считалось, что Громничная Богородица и «громничная свеча» защищают от волков

Раньше 2 февраля повсеместно в Польше отмечали праздник Божьей Матери Громничной (пол. Matki Bożej Gromnicznej). Само название праздника говорило об ожидании весны с её первыми грозами. В костёлах светили свечи — громницы. Во время грозы такую свечу зажигали и ставили на окно для защиты от удара молнии. Детям, а в старину и взрослым, такой свечой подпаливали волосы с четырёх сторон головы, чтобы они не боялись грома. Детям прижигали волосы и для того, чтобы не боялись волков. Свечу, обвязанную прядью льна, святили, считая, что это способствует хорошему урожаю льна. В этот день гадали о будущем урожае: «Если на Громницу ясно, в амбаре будет тесно» (пол. Jak nа gromnice jasno, w stodołach ciasno); пасмурная погода предвещала хороший урожай мёда. Дымом от громничной свечи изображали на дверях избы или на потолочной балке крест, чтобы зло не могло войти в дом. В конце XIX века поляки на Громницы зажигали столько свеч, сколько в семье членов: считалось, чья свеча потухнет раньше, тот и умрёт скорее.
В польском Поморье плотно закрывали окна и двери хлева, чтобы домашние животные не видели солнца, иначе во время весеннего выпаса они будут болеть. Если было солнечно — домашнюю птицу не выпускали на улицу. Поляки считали, что лучше волка увидеть в стаде овец, чем солнце на Громницы. Чехи и поляки верили, что на Громницы первый раз должен запеть жаворонок. даже если бы он от этого замёрз. «А если жаворонок на Громницы не запоёт — зима ещё долго протянется».
Известна польская легенда о встрече Громничной Богородицы с волком. В холодную февральскую ночь за Девой Марией крался волк. Этого волка искали крестьяне, чтобы убить. Встретив на дороге Богородицу, крестьяне спросили её — не видела ли она волка. Она ответила, что не видела, и не выдала волка. Затем Богородица предложила им поискать волка в своих сердцах и отправила по домам. Когда после этих слов крестьяне ушли, из-под её пальто высунулась голова волка. Богородица отругала его, но не смогла выдать волка, так как его страдания тронули её сердце. У поляков существовало поверье, что Божья Матерь Громничная, и её атрибут «громничная свеча» — защищают от волков. Считалось, что на Николу Зимнего почитаемый в тот день святой Николай отмыкает волкам зубы и выпускает их из леса, это продолжается вплоть до Громниц, в этот момент Громничная Божья Матерь отгоняет своей свечой волков обратно. Также с праздником и волками было связано следующее поверье: в канун Громниц (а также в день святого Николая) не мотали пряжу, потому что таким образом можно было «обмотать» волка так, что он приходил бы к жилью целый год.
В Подгалье праздник Громничной Божьей Матери носил название «Медвежьей» (пол. Matka Bosko Niedźwiedzio), так как именно в этот день, по поверьям, медведь выходит из своей берлоги.

## Болгарские Трифунцы
На юге Болгарии кое-где в этот день делали прогнозы погоды на предстоящий год, а также старались предугадать урожай. На западе Болгарии характерно празднование первых трёх дней февраля, которые назывались трифунцами в честь св. Трифона. Считалось, что в эти дни бесятся волки, и поэтому их называют ещё «волчьими праздниками». В народе возникло множество запретов: имя волк старались не произносить, чтобы он не наделал вреда. «Волчьи праздники» праздновались и осенью, в начале рождественского поста, и запреты тогда такие же, как и в пограничный весенний период.
Банатские болгары рассказывали о поведении медведя в этот день: «Медведица на Сретенье вылезает из берлоги, чтобы увидеть свою тень. Если день солнечный и медведица видит свою тень, она поворачивается на другой бок, чтобы продолжить свой сон. Это значит, что ещё 40 дней будет холодно». Аналогичные представления бытовали у сербов, гуцулов и поляков (см. выше): если животное видит свою тень, то засыпает ещё на шесть недель и пробуждается из спячки.
См. также: Трифон Зарезан

## Поговорки и приметы
- Какова погода на Сретенье, такова и весна будет[43].
- Коли небо звездное — то весна будет поздняя[44].
- Если солнце перед закатом выглянет — прошли последние морозы, а если не покажется, то будут сильные власьевские морозы[45].
- На Сретение капель — урожай на пшеницу, а если вьюга, то хлеба не будет[46].
- В Сретенье метель дорогу переметает, корм подметает (к неурожаю)[21].
- На Сретенье утром снег — урожай ранних хлебов; если в полдень — средних; если к вечеру — поздних.